# Samtgemeinde Wesendorf
La comunità amministrativa di Wesendorf (Samtgemeinde Wesendorf) si trova nel circondario di Gifhorn nella Bassa Sassonia, in Germania.

## Suddivisione
Comprende 6 comuni:
1. Groß Oesingen
2. Schönewörde
3. Ummern
4. Wagenhoff
5. Wahrenholz
6. Wesendorf

Il capoluogo è Wesendorf.